# 플로리다 스테이트 리그
플로리다 스테이트 리그(Florida State League)는 1919년 창설된 미국 플로리다지역의 싱글 A 어드밴스드 야구 리그이다. 총 12팀으로 이루어져 있으며 2개의 디비전으로 운영된다.

## 팀
| 디비전 | 팀                         | MLB 팀                | 연고지                     | 홈구장                            |
| ------ | -------------------------- | --------------------- | -------------------------- | --------------------------------- |
| 노스   | 브러바드 카운티 마나티스   | 밀워키 브루어스       | 비옐라, 플로리다           | 스페이스 코스트 스타디움          |
| 노스   | 클리어워터 스레셔즈        | 필라델피아 필리스     | 클리어워터, 플로리다       | 브라이트 하우스 필드              |
| 노스   | 데이토나 투가스            | 신시네티 레즈         | 데이토나비치, 플로리다     | 재키 로빈슨 볼파크                |
| 노스   | 더니든 블루 제이스         | 토론토 블루 제이스    | 더니든, 플로리다           | 플로리다 오토 익스체인지 스타디움 |
| 노스   | 레이크랜드 플라잉 타이거스 | 디트로이트 타이거스   | 레이크랜드, 플로리다       | 조커 마천트 스타디움              |
| 노스   | 탬파 양키스                | 뉴욕 양키스           | 탬파, 플로리다             | 조지 M. 스타인브레너 스타디움     |
| 사우스 | 브레이든턴 머러더스        | 피츠버그 파이어리츠   | 브레이든턴, 플로리다       | 맥케츠니 필드                     |
| 사우스 | 샬럿 스톤 크래브스         | 탬파베이 레이스       | 포트 샬럿, 플로리다        | 샬럿 스포츠 파크                  |
| 사우스 | 포트 마이어즈 미라클       | 미네소타 트윈스       | 포트 마이어즈, 플로리다    | 해먼드 스타디움                   |
| 사우스 | 주피터 헤머헤즈            | 마이애미 말린스       | 주피터, 플로리다           | 로저 딘 스타디움                  |
| 사우스 | 팜비치 카디널스            | 세인트루이스 카디널스 | 주피터, 플로리다           | 로저 딘 스타디움                  |
| 사우스 | 세인트루시 메츠            | 뉴욕 메츠             | 포트 세인트 루시, 플로리다 | 트레디션 필드                     |